# Droga wojewódzka nr 178

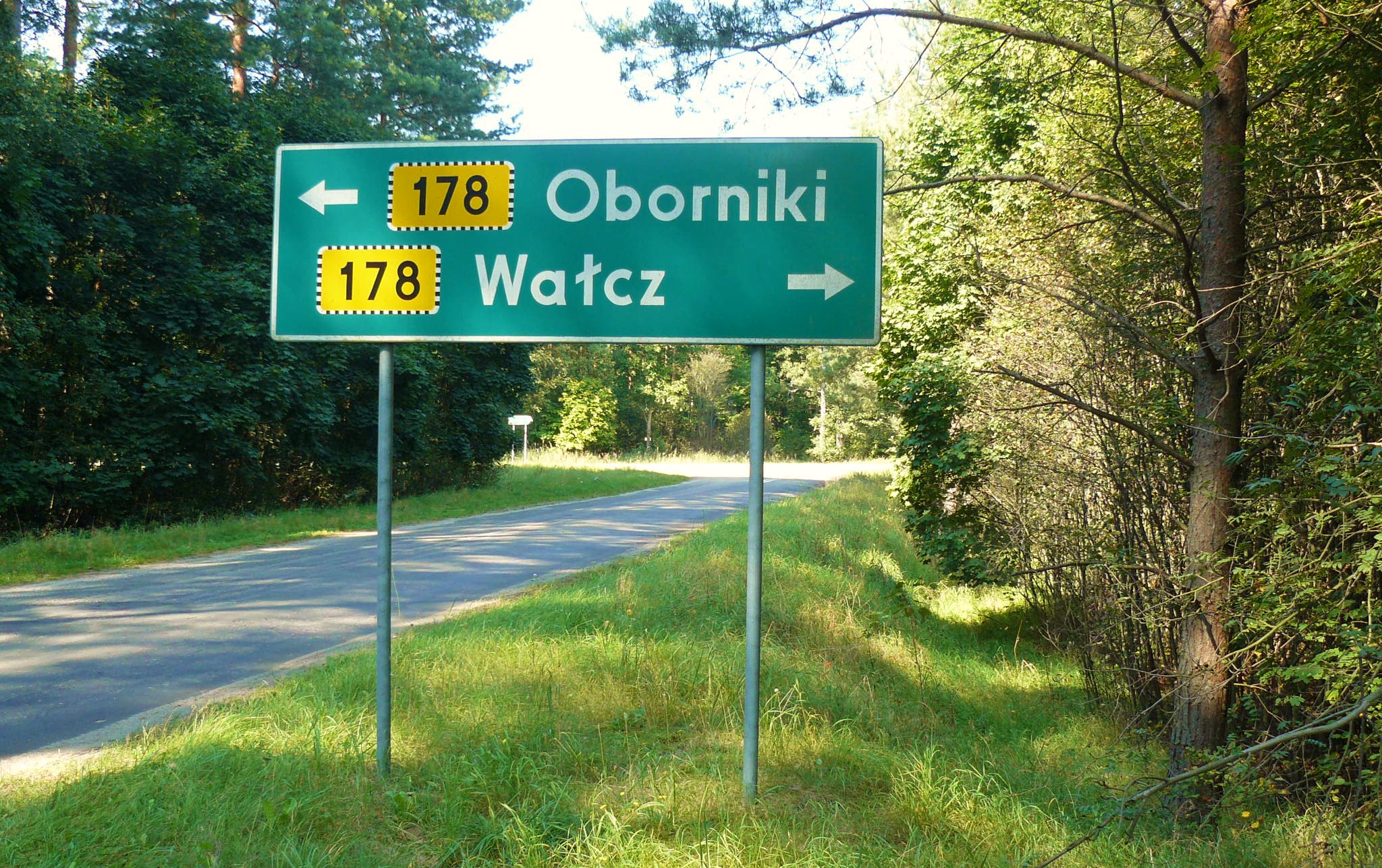
Okolice Trzcianki

Droga wojewódzka nr 178 (DW178) – droga wojewódzka klasy GP w zachodniej części Polski, na obszarze województwa zachodniopomorskiego i wielkopolskiego. Łączy Wałcz, Gostomię, Trzciankę, Kuźnicę Czarnkowską, Czarnków i Oborniki. Długość drogi wynosi 86 km. Przebiega przez powiaty: wałecki, czarnkowsko-trzcianecki i obornicki.

## Dopuszczalny nacisk na oś
Na całej długości drogi wojewódzkiej nr 178 dopuszczalny jest ruch pojazdów o nacisku pojedynczej osi do 10 ton.

## Miasta leżące przy trasie DW178
- Wałcz
- Trzcianka
- Czarnków
- Oborniki

## Obwodnice
Droga wojewódzka nr 178 posiada jedną obwodnicę – Czarnkowa – jej długość to 6,5 km. Od 2018 roku planuje się wschodnią obwodnicę Trzcianki. W 2024 roku zaczęła się budowa powiatowej obwodnicy Trzcianki Południe (od DW178 do DW180), oraz sporządzono dokumentacje głównej obwodnicy drogi wojewódzkiej 178. W lipcu 2024 roku starosta czarnkowsko-trzcianecki rozmawiał z dyrektorem WZDW z Poznania o obwodnicy Trzcianki. Jeszcze niewiadoma jest data rozpoczęcia budowy. Długość to około 10 km.